# Ridley (figur)
Ridley er en fiktiv superskurk i Metroid som er ærkefjende til dusørjæger Samus Aran. Ridley havde en gang dræbt Samus forældre da hun var lille. Han arbejder for den onde leder som hedder Mother Brain. I 2018 blev Ridley en playable figur i "Super Smash Bros.".